# Chthonius ischnocheles
Chthonius ischnocheles – gatunek zaleszczotka z rodziny Chthoniidae.

## Taksonomia
Gatunek ten opisany został po raz pierwszy w 1804 roku przez Jean-Frédérica Hermanna pod nazwą Chelifer ischnochelus. Miejscem typowym są prawdopodobnie okolice Strasburga we Francji. W 1843 roku Carl Ludwig Koch zsynonimizował z nim gatunek Chelifer trombidioides opisany z Paryża w 1804 roku przez Pierre’a-André Latreille’a. W 1929 roku Joseph Conrad Chamberlin zsynonimizował z nim gatunki: Chthonius pensylvanicus, opisany z Filadelfii w 1868 roku przez Hermanna Augusta Hagena, oraz Chthonius rayi, opisany z Francji w 1873 roku przez Ludwiga C.C. Kocha. Z kolei w 1992 roku Giulio Gardini i Laura Oggianu zsynonimizowali z nim gatunki: Chthonius parvioculatus, opisany z Grotty Dragonary koło Genui w 1930 roku przez Maxa Beiera, oraz Chthonius tamaninii, opisany z Grotty di Agnano koło Ostuni w 1952 przez Ludovica di Caporiacca (obie lokalizacje we Włoszech).
Obok podgatunku nominatywnego wyróżnia się w obrębie omawianego taksonu także podgatunek Ch. ischnocheles reductus. Opisany on został w 1939 roku przez Maxa Beira pod nazwą Chthonius (Chthonius) rhodochelatus reductus. Do gatunku Ch. ischnocheles przeniesiony został przez tego samego autora w roku 1963. Miejscem typowym tego podgatunku jest Vilinska Jama na chorwackiej wyspie Šipan.

## Morfologia
Zaleszczotek ten ma cztery szczecinki na tylnej krawędzi karapaksu. Jego epistom jest piłkowany i przynajmniej u samic dobrze widoczny. Jego nogogłaszczki zaopatrzone są w szczypce pozbawione ujść gruczołów jadowych. Zęby na palcach tychże szczypiec są duże i w większości wyraźnie od siebie oddzielone. Maksymalna odległość między zębami na środkowej części palca nieruchomego równa jest szerokości tychże zębów mierzonej u ich podstawy. W widoku bocznym dłoń jest nabrzmiała z wyraźnie zaokrągloną stroną grzbietową. Palec ruchomy nie jest u nasady zaopatrzony w wewnętrzną apodemę wzmacniającą. Długość palców przekracza pół milimetra. Spośród bioder odnóży krocznych te drugiej i trzeciej pary wyposażone są w kolce biodrowe. Odnóża kroczne pierwszej i drugiej pary mają jednoczłonowe stopy, natomiast odnóża kroczne pary trzeciej i czwartej mają stopy dwuczłonowe.

## Ekologia i występowanie
Pajęczak ten zasiedla lasy i zadrzewienia, gdzie bytuje w ściółce, pod kamieniami i martwym drewnem.
Gatunek o szerokim zasięgu, pierwotnie europejski. W Europie znany jest z Portugalii, Hiszpanii, Andory, Irlandii, Wielkiej Brytanii, Francji, Belgii, Luksemburgu, Holandii, Niemiec, Szwajcarii, Austrii, Włoch, Malty, Danii, Szwecji, Norwegii, Polski, Czech, Słowacji, Węgier, Rumunii, Bułgarii, Chorwacji, Serbii i Grecji. Poza tym notowany był z Turcji, Wyspy Świętej Heleny i Stanów Zjednoczonych. W Polsce podawany był z Bieszczadów i Pojezierza Pomorskiego. W Szwecji występuje na Götalandzie. Umieszczony został na Czerwonej liście gatunków zagrożonych Szwecji jako gatunek bliski zagrożenia (NT).
Podgatunek Ch. i. reductus znany jest tylko z Włoch, Chorwacji i Grecji.